# IPhone OS 1
iPhone OS 1 je první verze hlavní verze mobilního operačního systému iOS. Tato verze systému iOS byla prvním systémem, který obsahoval funkce dotykového mobilního operačního systému. První verzi nebyl přidělen žádný oficiální název. V marketingové literatuře společnosti Apple se jednoduše uvádí, že na iPhonu běží verze operačního systému pro stolní počítače Apple, macOS, tehdy známá jako Mac OS X. Dne 6. března 2008, kdy byla vydána sada pro vývoj softwaru pro iPhone (iPhone SDK), jej společnost Apple nazvala „iPhone OS“ (později, 7. června 2010, při uvedení iPhonu 4 na trh, jej Apple přejmenoval na „iOS“). O rok později, 11. července 2008, byl nahrazen systémem iPhone OS 2.

## Historie

### Představení a první vydání
Operační systém iPhone OS 1 představil Steve Jobs na konferenci Macworld Conference and Expo. 9. ledna 2007 spolu s původním iPhonem. Jobs tehdy pouze uvedl, že na iPhonu běží „OS X“. Operační systém iPhone OS 1.0 byl vydán spolu s iPhonem 29. června 2007.

### Aktualizace
| Verze | Datum vydání       | |
| ----- | ------------------ | --- |
| 1.0   | 29. června 2007    | První vydání |
| 1.0.1 | 31. července 2007  | Opravy chyb, včetně opravy zabezpečení pro Safari |
| 1.0.2 | 21. srpna 2007     | Opravy potíže |
| 1.1   | 14. září 2007      | První verze pro iPod Touch (1. generace) |
| 1.1.1 | 27. září 2007      | Přidání obchodu iTunes Store pro nákup hudby, filmů a vyzváněcích tónů; opravy zabezpečení. |
| 1.1.2 | 12. listopadu 2007 | Opravy potíže |
| 1.1.3 | 15. ledna 2008     | Nové funkce: - Podpora změny uspořádání ikon na domovské obrazovce; - podpora pro vytváření webových kolekcí, webových stránek; - možnost přehrávat filmy stažené do Macu nebo PC z obchodu iTunes; - podpora odesílání textových zpráv skupině; - vylepšení map; - opravy zabezpečení |
| 1.1.4 | 26. února 2008.    | Opravy potíže |
| 1.1.5 | 15. července 2008  | Pouze iPod Touch (1. generace) |